# Фунг Куанг Тхань
Фунг Куанг Тхань (вьет. Phùng Quang Thanh; 2 февраля 1949 — 11 сентября 2021) — вьетнамский военный и государственный деятель. Министр обороны Вьетнама (2006—2016), член политбюро ЦК КПВ (2006—2016). Герой Народных Вооружённых сил Вьетнама (1971).

## Биография
Родился 2 февраля 1949 года в пригороде Ханоя, сейчас это уезд Мелинь. С 1967 года — на военной службе, с 1968 года — член Коммунистической партии Вьетнама.
Во время вьетнамской войны участвовал в ряде сражений в провинциях Куангчи, а также в операции Lam Son 719 против южновьетнамской армии. По вьетнамским источникам, 10 февраля 1971 года Фунг Куанг Тхань, командуя ротой, оборонял высоту от атаки воздушного десанта южновьетнамской армии, при этом его отряд вывел из строя 38 солдат противника, потеряв только 8 человек убитыми. Два дня спустя Фунг Куанг Тхань, несмотря на ранение, остался в строю и выполнил боевое задание, поставленное его роте. За этот подвиг Фунг Куанг Тхань 20 сентября 1971 года был удостоен высшего звания — «Герой народных вооружённых сил».
После войны занимал ряд командных должностей в 1-м армейском корпусе, затем был направлен в СССР на обучение в Академию Генерального штаба. В 1991 году, после двух лет учёбы в Советском Союзе и в Военной академии Республики Вьетнам, Фунг Куанг Тхань был назначен командиром 312-й дивизии, с 1993 по 1997 годы служил в Генеральном штабе Вьетнамской народной армии, с 1997 по 2001 годы — командующим 1-м военным округом Вьетнама. В мае 2001 года назначен начальником Генерального штаба и заместителем министра обороны Вьетнама. 25 апреля 2006 года избран членом политбюро ЦК КПВ и в июне 2006 года назначен министром обороны Вьетнама, сменив на этом посту генерала Фам Ван Ча.
6 июля 2007 года ему было присвоено звание генерала армии (вьет. Đại tướng).
Член ЦК КПВ в 2001-2016 годах. На 12-м съезде КПВ в январе 2016 года не был переизбран. 8 апреля 2016 года освобождён от должности министра обороны Вьетнама, его сменил Нго Суан Лить.